# Shuhei Takizawa
Shuhei Takizawa (født 19. juli 1993) er en japansk fodboldspiller, som spiller for den japanske fodboldklub Mito HollyHock.